# Vigimantas
Vigimantas ist ein litauischer und männlicher Vorname, abgeleitet von vigis + Mantas. Die weibliche Form ist Vigimantė.

## Namensträger
- Vigimantas Kisielius (*  1954),  Politiker, Bürgermeister von Kėdainiai (1995–1997)